# 8e Panzerdivision
Pour les articles homonymes, voir 8e division.
La 8e Panzerdivision était une division blindée de la Wehrmacht durant la Seconde Guerre mondiale.
Elle existe d'abord en tant que 3e division légère (allemand : 3. Leichte-Division) créée en 1938, elle est transformée en division blindée et prend son nom définitif à l'automne 1939 après avoir participé à la campagne de Pologne. En 1940, elle participe à la campagne de l'Ouest et au printemps suivant à celle des Balkans. Elle prend ensuite part à l'invasion de l'URSS et ne combat ainsi plus que sur le front de l'Est jusqu'à la fin de la guerre.

## Emblèmes divisionnaires

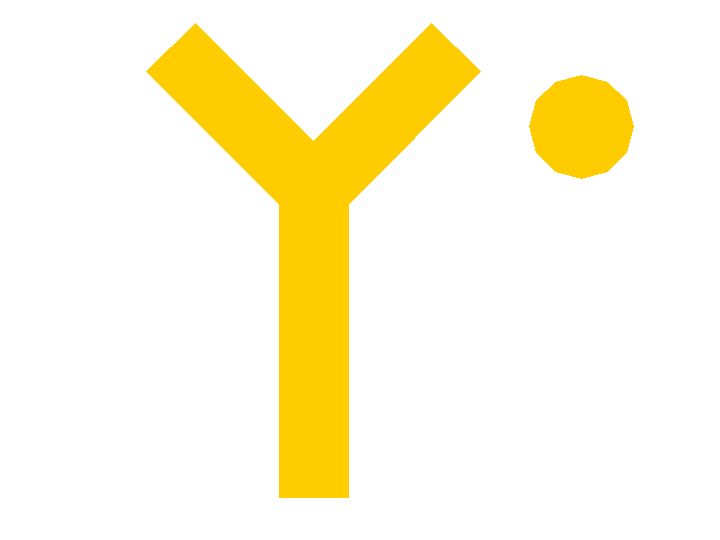
Emblème de la division en 1940
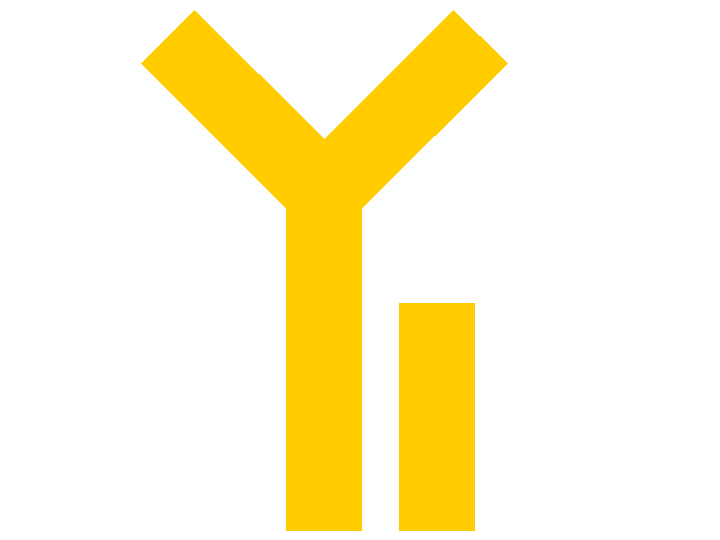
Emblème de la division de 1941 à 1945

## Histoire

### Création et campagne de Pologne
La 3e division légère est créée le 10 novembre 1938 à Cottbus. Elle prend part à l'invasion de la Pologne ; revenue en Allemagne elle est transformée en division blindée et prend le nom de 8. Panzer-Division (8e division blindée) en octobre 1939.

### Campagne de l'Ouest
Dans le plan d'offensive à l'Ouest, la division est rattachée au XLIe corps d'armée (motorisé) (sous l'autorité de la Panzergruppe Kleist). L'objectif de ce corps est de franchir la Meuse au niveau de Monthermé. En raison du front étroit sur lequel la Panzergruppe doit initialement (frontières luxembourgeoises et belges) progresser, le corps est placé en deuxième échelon, 180 km derrière, et s'alignera sur le front pour se diriger vers Monthermé seulement au cours de la progression dans l'Ardenne. La 8e division blindée est déployée dans la région de Idar-Oberstein (environ 50 km à l'est de Trèves), au sud de la zone d'approche de la Panzergruppe. Avant d'entamer sa progression, elle doit d'abord laisser passer l'autre division blindée du corps d'armée, la 6. Panzer-Division, qui part de la région de Betzdorf, de l'autre côté du Rhin.
|                    | Panzer II | Pz.Befehlswagen 38(t) | Panzer 38(t) | Panzer IV | Total |
| 8. Panzer-Division | 58        | 15                    | 116          | 23        | 212   |

### Front de l'Est
La 8e Panzerdivision est envoyée en Pologne comme force d'occupation avant de participer en avril 1941 à l'invasion de la Yougoslavie et à l'opération Marita (bataille de Grèce) incorporée dans la 2e armée.

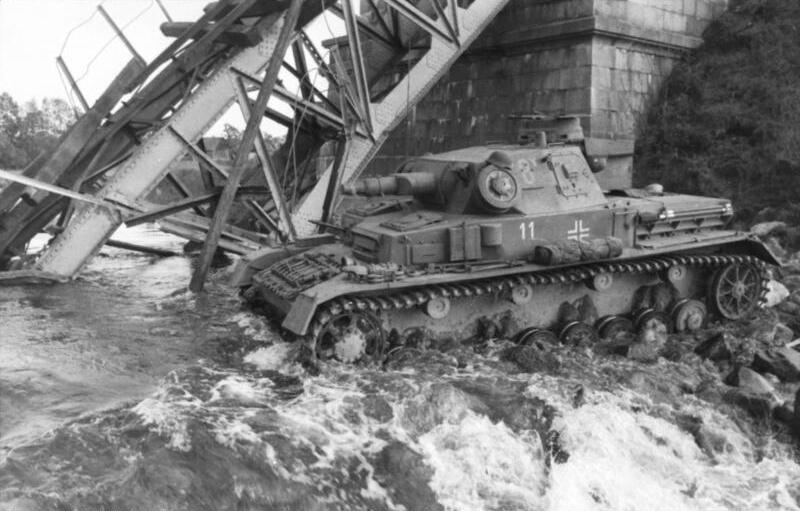
Panzerkampfwagen IV de la 8e Panzerdivision traversant un cours d'eau à gué près d'un pont détruit (Russie, juin 1941)

À la veille de l'opération Barbarossa, la 8e Panzerdivision avait une force totale de 212 blindés :
- 49 Panzerkampfwagen II,
- 118 Panzerkampfwagen 38(t)
- 30 Panzerkampfwagen IV,
- 7 Panzer 38(t) Bef (chars de commandement)
- 8 PzBef (chars de commandement)

À partir de l'été 1941, elle participe à l'opération Barbarossa au sein du Groupe d'armées Nord avec pour objectif la ville de Léningrad. Elle combat à Daugavpils et Novgorod et doit arrêter sa progression pour attendre son infanterie ce qui anéantit toute chance de succès de son principal objectif. Arrivée aux portes de Léningrad et devant faire face à une résistance russe, la division doit se résoudre d'en faire le siège.
Après l'échec de la capture de Léningrad fin 1941, elle continue à se battre dans la région de Cholm tout au long de l'année 1942 dans le cadre de l'opération Fall Blau. En décembre 1942, la 8e Panzerdivision est incorporée dans le groupe d'armées Centre et participe dans des batailles défensives dans les régions de Smolensk et de Bryansk.
En juillet 1943, elle participe à la bataille de Koursk au sein de l'opération Zitadelle. L'opération étant un échec, la division incorporée dans le groupe d'armées Sud avec la 4e Panzer Armée prend part à la retraite allemande à travers l'Ukraine et subit de lourdes pertes à Kiev en octobre de la même année.
Au début de l'année 1944, la 8e Panzerdivision évite de justesse la destruction près de Tarnopol. Toujours sollicitée, la division traverse la Pologne et la Slovaquie et se trouve, en décembre, en Hongrie pour la défense de Budapest.
Transférée au groupe d'armées Centre et rattachée à la 17e armée, elle combat ensuite en Tchécoslovaquie dans la Moravie et finit par se rendre aux forces russes dans la région de Brno en mai 1945.

## Commandants
| Début               | Fin               | Grade                     | Commandant            |
| ------------------- | ----------------- | ------------------------- | --------------------- |
| 2. Leichte-Division |                   |                           |                       |
| 10 novembre 1938    | 16 octobre 1939   | Generalleutnant           | Adolf Kuntzen         |
| 8. Panzer-Division  |                   |                           |                       |
| 16 octobre 1939     | 20 février 1941   | General der Panzertruppen | Adolf Kuntzen         |
| 20 février 1941     | 21 avril 1941     | General der Panzertruppen | Erich Brandenberger   |
| 21 avril 1941       | 26 mai 1941       | Generalleutnant           | Walter Neumann-Silkow |
| 26 mai 1941         | 8 décembre 1941   | General der Panzertruppen | Erich Brandenberger   |
| 8 décembre 1941     | 20 mars 1942      | Generalleutnant           | Werner Hühner         |
| 20 mars 1942        | 6 août 1942       | General der Panzertruppen | Erich Brandenberger   |
| 6 août 1942         | 10 novembre 1942  | Generalleutnant           | Josef Schroetter      |
| 10 novembre 1942    | 17 janvier 1943   | General der Panzertruppen | Erich Brandenberger   |
| 17 janvier 1943     | 20 septembre 1943 | Generalleutnant           | Sebastian Fichtner    |
| 20 septembre 1943   | 1er avril 1944    | Oberst, puis Generalmajor | Gottfried Fröhlich    |
| 1er avril 1944      | 21 juillet 1944   | Generalmajor              | Werner Friebe         |
| 21 juillet 1944     | 5 janvier 1945    | Generalmajor              | Gottfried Fröhlich    |
| 5 janvier 1945      | 8 mai 1945        | Oberst, puis Generalmajor | Heinrich Georg Hax    |

## Officiers d'opérations (Ia)

### 3. Leichte-Division
| Date                               | Grade          | Commandant                     |
| ---------------------------------- | -------------- | ------------------------------ |
| 10 novembre 1938 - 16 octobre 1939 | Oberstleutnant | Harald Freiherr von Elverfeldt |

## Ordre de batailles

### 3edivisionlégère
- Kavallerie-Schützen-Regiment 4
- Panzer-Regiment 11
- Kradschützen-Abteilung 6
- Panzer-Abteilung 65
- Artillerie-Regiment 76
- Aufklärungs-Abteilung 6
- Panzer-Abwehr-Abteilung 41
- Nachrichten-Abteilung 82
- Pionier-Bataillon 57
- Infanterie-Divisions-Nachschubführer 57

### Composition en octobre 1939
- Schützen-Brigade 8
  - Schützen-Regiment 8
  - Kradschützen Bataillon 8
- Panzer-Regiment 10
- Panzer-Regiment 67
- Artillerie-Regiment 80 (à deux groupes : I./80 et II./80)
- Aufklürungs-Abteilung 59
- Panzerjäger-Abteilung 43
- Pionier-Abteilung 59
- Nachrichten-Abteilung 84
- Versorgungsdienste 59

### Composition en janvier 1943
- Panzergrenadier-Regiment 8
- Panzergrenadier-Regiment 28
- Panzer-Regiment 8
- Panzer-Artillerie-Regiment 80 (à trois groupes : I./80, II./80 et III./80)
- Panzer-Aufklärungs-Abteilung 8
- Flak-Artillerie-Abteilung 286
- Panzerjäger-Abteilung 43
- Panzer-Pionier-Abteilung 59
- Panzer-Nachrichten-Abteilung 84
- Feldersatz-Abteilung 59
- Versorgungsdienste 59

## Théâtres d'opérations
- Septembre 1939 (en tant que 3. Leichte-Division) 
  - Campagne de Pologne
- Mai 1940
  - Bataille de France
- 1941
  - Du 6 avril au 28 mai 1941 elle est engagée dans la bataille de Grèce et l'invasion de la Yougoslavie.
  - Opération Barbarossa
- 1942-1943
  - Front d'Est
  - Dvinsk, Léningrad, Koursk, Kiev
- 1944
  - Slovaquie, Budapest

## Crimes de guerre
Le 4 septembre 1939, les soldats de la division, alors encore sous le nom de la 3. Leichte-Division entrent dans la région de Katowice, où ils rencontrent une résistance de la population locale polonaise. En représailles, 80 prisonniers de guerre polonais sont rassemblés dans le Square Kosciuszko par les soldats allemands et exécutés.

## Récompenses
- 31 membres de la 8e Panzerdivision sont faits Chevaliers de la Croix de fer.
- 2 membres reçoivent la croix de fer avec feuilles de chêne, dont le Generalmajor Heinrich Hax le 20 mars 1945 (no 792).